# Garcia Redondo
Manuel Ferreira Garcia Redondo (Rio de Janeiro, 7 de janeiro de 1854 — São Paulo, 6 de outubro de 1916) foi um engenheiro, jornalista, professor, contista e teatrólogo brasileiro, e membro fundador da Academia Brasileira de Letras. 

## Biografia
Iniciou sua graduação pela Universidade de Coimbra, por algum tempo cursando humanidades. Foi companheiro de poetas e escritores portugueses e brasileiros, entre os quais Gonçalves Crespo, Guerra Junqueiro e Cândido de Figueiredo, fato que expõe a verve literária. Entretanto, em 1872, ingressa na Escola Politécnica do Rio de Janeiro, pela qual obteve o grau de engenheiro e bacharel em ciências físicas e matemáticas.
Já graduado, em 1878, é nomeado engenheiro fiscal de obras de Alfândega de Santos, lá residindo até 1884, quando transfere-se para a cidade de São Paulo, onde vive até vir a falecer.
Como engenheiro, sua principal obra foi a construção do Teatro Guarani, em Santos.
Construiu também, na cidade paulista de Amparo, o Hospital Santa Casa Anna Cintra e o Teatro João Caetano, ambos encomendados pela família do Barão de Campinas e inaugurados no mesmo dia, nos idos de 1890.
Há registro de que Garcia Redondo teria sido um dos responsáveis pela introdução de pardais em áreas urbanas no Brasil no início do século XX. O gênero é exótico nas Américas, mas é nativo do Velho Mundo. Além de ser responsável pela introdução dos pássaros invasores, ele defendia a introdução desses pássaros no Novo Mundo, o que já era criticado por ambientalistas da época.

## Jornalismo
Em Portugal, colaborou no Novo Almanaque Luso-brasileiro de Lembranças e fundou O Peregrino, periódico literário, onde teve por companheiros de redação Augusto Bittencourt e Sérgio de Castro. No Rio de Janeiro, colaborou nA República em sua primeira fase, quando redigida por Salvador de Mendonça, e na segunda fase em 1878; nA Idéia, periódico literário; nO Mosquito, semanário humorístico; no Jornal do Commercio; no Repórter, onde publicou folhetins semanais, na Revista de Engenharia e ainda na revista Atlântida (1915-1920). Sob o pseudónimo de Cabrion, encontra-se colaboração da sua autoria na Galeria republicana Agosto 1882, nº15.

## Pseudônimos
- Um contemporâneo
- Um plebeu
- Cabrion
- Pepelet
- Gavarni
- Nemo
- Childe Harold

## Obras
- O Desfecho de um Desafio, panfleto
- Arminhos, contos (1882)
- Mário, drama (1882)
- O Dedo de Deus, comédia (1883)
- O Urso Branco, comédia (1884)
- O Atentado da Rua São Leopoldo, romance
- Carícia, botânica amorosa, contos (1895)
- A choupana das rosas, contos (1897)
- Moléstias e bichos, comédia (1899)
- Viagens pelo país da ternura (1907)
- Através da Europa, viagem (1908)
- Novos contos (1910)
- O descobrimento do Brasil, conferência (1911)
- Cara alegre, humor (1912)
- Na pele do outro, comédia

### Outras obras
A fábrica de Santa Cruz; Cães de Santos; Esclarecimentos e informações sobre os serviços de água e de esgotos de São Paulo; Esgotos de Santos (em colaboração com o Dr. Augusto Fomm); Ferrovia Pinhalense; Carris de ferro de Santa Anna; Em prol da lavoura; O Município de Cunha e a cultura da vinha; Botânica elementar (em colaboração com R. Theophilo) e Salada de fructas (1907).

## Academia Brasileira de Letras
Convidado para a reunião de fundação do novo silogeu, em 28 de janeiro de 1897 foi indicado para ocupar a cadeira 24 da Academia, que tem por patrono Júlio Ribeiro.